# Уайт, Гилберт
Гилберт Уайт (18 июля 1720 — 26 июня 1793) — английский исследователь, священник, новаторский учёный, натуралист и орнитолог. Был холост и служил в сане всю свою жизнь. Известен своими исследованиями, естественной истории и древностей Селборна.

## Жизнь
Уайт родился в доме деда священника в Селборне, в графстве Хэмпшир. Он получил образование в школе Святого Духа. Перед поступлением в Колледж Ориел (Оксфорд) учился у частного репетитора в городе Бейзингстоук. Он получил приказы своего дьякона в 1746 году, будучи полностью посвященным в 1749 году, и впоследствии провёл несколько обрядов в Гэмпшире и Уилтшире, в том числе Ньютон-Валенс и Фаррингдон, а также сам Селборн в четырёх отдельных случаях. В 1752 году Уайт занимал должность младшего Прокто в Оксфорде и был деканом в Ориэле. В 1757 году он стал постоянным хранителем Моретона Пинкни[что?] в Нортгемптоншире. После смерти своего отца в 1758 году вернулся в дом в Селборне, который унаследовал в 1763 году. А уже в 1784 году становится куратором Сельборна в четвёртый раз и остается им до конца жизни. Изучив более престижный Ориэль, по воле своего дяди он не мог проживать на постоянной основе в Селборне, который был в дар Магдаленского колледжа.[что?]
Гилберт считается первым экологом в Англии и одним из тех, кто формирует современное отношение уважения к природе. Он сказал о дождевом черве :
Дождевые черви, хотя и по внешнему виду, маленькое и презренное звено в цепи природы, все же, в случае утраты, сделали бы досадную пропасть …черви, кажется, большие покровители растительности, которая будет продолжаться, но жалко без них…Уайт и Уильям Марквик собрали записи о сроках появления более 400 видов растений и животных между 1768 и 1793 годами. Эти данные, обобщенные в естественной истории и древности Селборн как самую раннюю и самую позднюю даты для каждого события за 25-летний период и являются одними из самых ранних примеров современной фенологии.

## Наследие
Белый семейный дом в Селборне теперь содержит Музей Гилберта Уайта. Общество Селборн было основано в 1895 году, чтобы увековечить память Гилберта Уайта. Он приобрел землю у канала Гранд-Юнион в Перивале в Западном Лондоне, чтобы создать первый заповедник птиц в Британии, известный как Perivale Wood. В 1970-х годах Perivale Wood стал местным заповедником. Эту инициативу возглавила группа молодых натуралистов, в частности, Эдвард Доусон и Питер Эдвардс, Кевин Робертс и Эндрю Дафф. Парк был определён Советом Илин Боро в соответствии с Национальными парками и доступом к Закону о сельской местности 1949 года. Флора Томпсон, писательница сельской местности, сказала о Уайте: «Легко представить его, этого самого первого из писателей на английском языке, самого трезвого и скромного, но счастливого из людей».